# Чимтеппа
Чимтеппа́ (тадж. Чимтеппа) — село в Таджикистане, ближний пригород столицы Таджикистана — города Душанбе, с которым граничит. Центр одноимённого джамоата — одной из сельских общин района Рудаки, относящегося к районам республиканского подчинения.
В переводе с таджикского языка название села означает «дёрновая сопка».

## География
Село расположено в центральной части Душанбинской агломерации в Гиссарской долине на северном берегу реки Кафирниган. Северная часть села граничит с южной окраиной Фирдавси — одного из районов Душанбе, где работает значительное количество жителей Чимтеппы. Расстояние по прямой до центра района Рудаки посёлка Сомониён составляет около 5 километров.
В марте 2020 года было объявлено, что территория села вместе с Гулистаном, Чоряккороном и другими населёнными пунктами в ближней округе Душанбе в скором времени войдёт в состав расширяющейся столицы.